# Heinrich Reifferscheid (Maler)

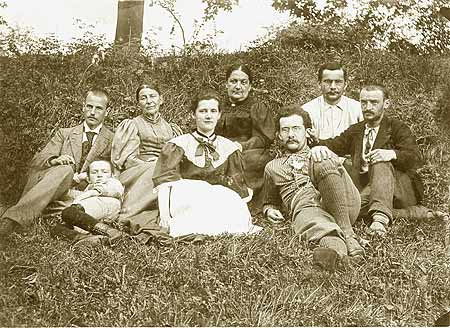
Heinrich Reifferscheid (vordere Reihe, in Kniebundhose) mit Verwandten und Freunden um 1895

Heinrich Reifferscheid (* 3. Januar 1872 in Breslau; † 8. April 1945 in Niederdollendorf) war ein deutscher Maler.

## Leben
Heinrich Reifferscheid war ein Sohn des Professors für Klassische Philologie August Reifferscheid und dessen Ehefrau Anna Maria, geb. Simrock. Sein Vater hatte 1868 den Ruf als Ordinarius an die Schlesische Friedrich-Wilhelms-Universität Breslau angenommen. 1869 hatte der Vater in Bonn Anna Maria Simrock (1846–1905) geheiratet, Tochter des Dichters und Philologen Professor Karl Joseph Simrock (1802–1876) und seiner Frau Gertrude Antoinette Ostler (1804–1872).
Heinrich Reifferscheids Patenonkel war Herman Grimm (1828–1901), Sohn von Wilhelm Grimm (1786–1859), einem der Brüder Grimm. Seine Großeltern waren der Drechslermeister Heinrich Reifferscheid (1805–1884) und Maria Sibilla Odilia Scheuren (1813–1891). Sein Urgroßvater war der „Pannenbäcker“ Stephan Reifferscheidt (1759–1825) aus Rheinbreitbach, der mit Anna Katharina Stockhausen verheiratet war. Sein Großvater mütterlicherseits war der Germanist Karl Simrock – in dessen Wohnhaus in der Bad Honnefer Ortslage Menzenberg er bis 1912 wohnte –, sein Urgroßvater mütterlicherseits Nikolaus Simrock war ein entfernter Verwandter und guter Freund von Ludwig van Beethoven.
Nach dem plötzlichen Herztod des Vaters im Jahr 1887 kehrte die Familie von Breslau nach Bonn zurück. Im Adressbuch von Bonn aus dem Jahr 1887 ist die Witwe Reifferscheid in der Endenicher Straße 19 verzeichnet. Heinrich besuchte das Königliche Gymnasium in Bonn; später studierte er Kunstgeschichte an der Universität Bonn und Architektur an der Technischen Hochschule in Berlin-Charlottenburg. Nachdem er seine künstlerische Ausbildung an der Staatlichen Kunstakademie in Berlin begonnen hatte, wechselte er 1892 an die Kunstakademie in München, weil er sich hier auf Landschaftsmalerei spezialisieren konnte. Zu seinen Lehrern gehörten dort Gabriel Hackl, Peter Halm, Emil Lugo und Albert Lang. In München freundet er sich mit den Malern Hans Thoma (1839–1924) und Edmund Steppes (1873–1968) sowie dem Kunsthistoriker Joseph August Beringer (1862–1937) an.
Zwischendurch zog es ihn immer wieder heim in sein geliebtes Rheinland, seine künstlerische Heimat. Seine ersten Werke zeigen Ansichten aus seiner häuslichen Umgebung. Mit allerfeinstem Werkzeug geschaffen, egal ob Nadel, Stift oder Pinsel, waren ihm kleinste Details ebenso wichtig, wie die Stimmungen, die ihn in seiner Umgebung prägen. Diese Stimmungen umgeben insbesondere die Porträts der Persönlichkeiten, die Heinrich Reifferscheid darstellte. Studienfahrten führten ihn in den Jahren 1894 bis 1896 auf die Schwäbische Alb und ins Donautal. Er wurde Mitglied der 1898 gegründeten Berliner Secession und stellte zusammen mit Lovis Corinth, Käthe Kollwitz, Walter Leistikow, Max Liebermann, Max Slevogt und Anders Zorn aus. Kontakt hatte er auch mit Hans Thoma, Edmund Steppes und Joseph August Beringer. Bei dem 1903 vom Verlag E. A. Seemann ausgeschriebenen Wettbewerb für Originalradierungen gewann er vor Karl Hofer, Marie Stein und Martha Cunz den ersten Preis. Die Ergebnisse des Wettbewerbs wurden in der Kunstchronik von 1903/04 veröffentlicht.

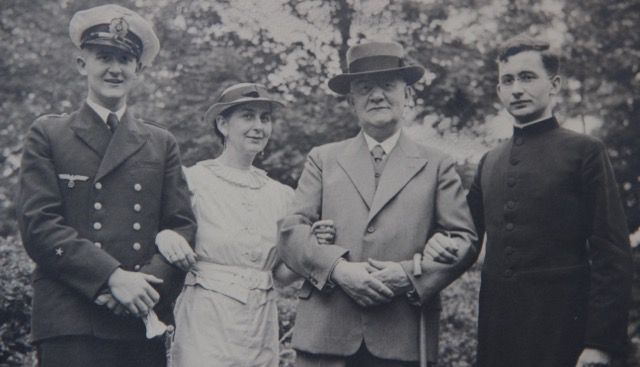
Heinrich Reifferscheid mit Ehefrau Margarethe und den Söhnen Martin (l.) und Gerhard (r.), um 1940

Heinrich Reifferscheid heiratete Margarethe von Neufforge (1887–1965), Tochter des ersten Chefarztes des St. Marien-Hospitals in Mülheim/Ruhr Dr. med. Josef Mathias Freiherr von Neufforge (1839–1894) und seiner Frau Rosalie Maria Magdalena Dorandt, und bekam mit ihr die Söhne Gerhard und Martin Reifferscheid. Margarethes Cousin Ferdinand Freiherr von Neufforge (1869–1942) war mit Hedwig Thyssen (1878–1960) verheiratet, der Tochter des Gründers des Thyssen-Konzern August Thyssen (1842–1926). Die Wurzeln der Familie von Neufforge, in der alten Form de la Neuve Forge, lagen in Belgien, wo sie im 14. Jahrhundert in der Nähe von Harzè eine Eisengießerei und Schmiede einrichteten, die den Reichtum der Familie begründete. Später teilte sich die Familie in zwei Linien, wovon eine Linie über Luxemburg nach Neuerburg in der Eifel wanderte und sich von dort in Deutschland verbreitete.
Eine Besonderheit seines Schaffens sind seine Widmungsblätter, die er 1901 Eduard Mörike und Adalbert Stifter, 1903 Annette von Droste-Hülshoff und Theodor Storm, 1909 Percy Bysshe Shelley sowie 1914 Albert Welti widmete. Er setzte Wesenszüge der Poeten ins Bild: die gespaltene Seele des in Umnachtung versinkenden Hölderlin oder die Poesie der den Himmel berührenden Bäume von Stifters Hochwald. Im collagierten Widmungsblatt an Storm zitierte Reifferscheid die 1643 von Rembrandt radierte Landschaft mit den drei Bäumen.

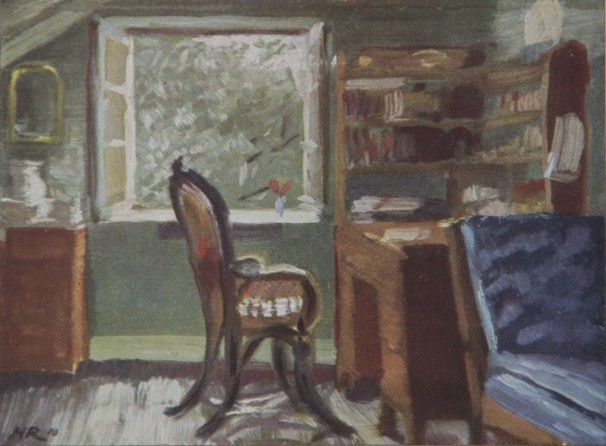
Karl Simrocks Studierzimmer im Haus Parzival auf dem Menzenberg

Peter Behrens (1868–1940), Münchner Maler- und Secessionskollege von Heinrich Reifferscheid, wurde 1903 zum Direktor der Kunstgewerbeschule Düsseldorf berufen. Reifferscheid folgte ihm 1904 und war bis 1909 Leiter des staatlichen Zeichenlehrerseminars. 1904 gehörte er der Jury der Berliner Secession an. 1907 hatte er das Haus Parzival seines Großvaters auf dem Menzenberg nach langen Erbstreitigkeiten geerbt. Schon als Kind hatte er begonnen, Haus Parzival, das Studierzimmer seines Großvaters Karl Simrock, die Umgebung und die Menschen, die dort lebten, in seinen Zeichnungen und Gemälden zu verewigen. Als er 1911 den Ruf nach Berlin erhielt, verkaufte er das Anwesen schweren Herzens an den Pfarrer Richard Reinhardt. Das Mobiliar wollte er der Stadt Honnef schenken, die sein Schenkungsangebot jedoch noch nicht einmal beantwortete. So nahm er das Inventar mit. Einige Stücke stehen heute im Stadtmuseum Bonn.
1911 wurde er Professor an der staatlichen Kunstschule der Kunstakademie in Berlin. Ein Jahr später führte ihn seine erste Italienreise nach Venedig und zu den Seen Norditaliens. 1915 gehörte er zu den Vertretern der Berliner Secession bei der Weltausstellung in San Francisco. 1922 stellte er zusammen mit Wilhelm Leibl, Fritz Böhle und anderen im Münchner Verein für Original-Radierung aus. In den Jahren 1924 bis 1928 hielt er sich mehrfach zu Studienzwecken und zum Malen im Allgäu auf, wo er in der Nähe von Probstried wohnte. Von 1926 bis 1933 war er als Professor an der Staatl. Kunstschule der Kunstakademie Berlin tätig. Seine zweite Italienreise 1930 absolvierte er als Stipendiat der Villa Massimo in Rom. 1933 wurde er Professor an der Düsseldorfer Kunstakademie. Dieses Amt hatte er bis 1937 inne. Die dritte Italienreise von 1932 fiel in diese Zeit. Bei der Pariser Weltausstellung 1937 wurde Reifferscheid mit einer Medaille geehrt.
In seinen letzten Jahren beschäftigte sich Reifferscheid künstlerisch hauptsächlich mit dem Thema Rhein und Rheinlandschaften. Er lebte damals in seinem „Haus im Weinberg“ in Niederdollendorf, das heute zu Königswinter gehört. Die Königswinterer Straße, an der sein Haus stand, wurde später in Bergstraße umbenannt. Ein Gedenkstein vor diesem Haus, den Reifferscheids Sohn Gerhard errichten ließ, erinnert an den Maler.
Heinrich Reifferscheid war Mitglied im Deutschen Künstlerbund.

## Der Clouthsche Hof
Heinrich Reifferscheid war mit seinem Großvater Karl Simrock und dessen Geschäftsfreunden öfter zu Gast im Clouthschen Hof, später auch Hotel Clouth oder Rheinbreitbacher Hof genannt. Auch sein Onkel Alexander Reifferscheid verkehrte hier mit seiner Familie und seinen Freunden. Bis zur Säkularisation war es ein Bauernhof, der dem Kölner Kloster zur Heiligen Lucia im Filzengraben gehörte. Ab 1731 mietete der Bergverwalter Anton Clouth den Hof, der von der Familie Clouth bis etwa 1850 betrieben wurde. Danach wurde der Gasthof in Rheinbreitbacher Hof umbenannt.
Von 1900 bis 1915 waren Julian Nicolaus Conrad Wenslawiak aus Danzig mit seiner Ehefrau Hedwig Catharina Frießen aus Rheinbreitbach die Pächter. Heinrich Reifferscheid hat deren Tochter Paula Josephine Hewig Wenslawiak in Öl auf Holz porträtiert.
Heinrichs Großvater Karl Simrock (1838–1841) lud oft Geschäftsfreunde und Freunde in den Gasthof ein. Auch der „Maikäferbund“, ein literarischer Zirkel, traf sich hier. Simrock hatte den Gasthof „Zu der Reizbaren“ getauft, nachdem Wilhelmine Clouth (1821–1897), eine der Töchter des Hauses, die Freunde in den Oberstock geführt, aus dem Fenster gezeigt und ihnen mit den vollkommen ernst gemeinten Worten: „Ist das nicht eine reizbare Gegend?“ die Aussicht angepriesen hatte.
Mit seinem Freund Ferdinand Freiligrath (1810–1876), Schriftsteller und Lyriker, und dem Maler Carl Schlickum (1808–1869) wanderte Simrock oftmals zum Menzenberg hinauf, wo Simrock sein Weingut hatte und wo sie ihre gemeinsamen Buchprojekte besprachen. Heinrich Reifferscheid hat das Haus Parzival auf dem Menzenberg und die Studierstube seines Großvaters in Radierungen verewigt. 1853 empfahl Karl Simrock Herman Grimm, dem ältesten Sohn von Wilhelm und Dorothea Grimm (1795–1867), den Clouthschen Hof als Sommerquartier für die Familie.
Es ist überliefert, dass Wilhelm Grimm, Heinrich Reifferscheids Patenonkel, im Gasthaus am Kopfende des Tisches mit seinen Gästen zu speisen pflegte. Beim Nachtisch durften die beiden Dackel Tell und Waldau auf seinen Knien sitzen und kleine Leckerbissen verzehren. In dieser ländlichen Gegend fühlten sich die Grimms heimisch. Hermann Grimm, der berühmte Kunsthistoriker und Professor an der Berliner Universität wohnte später an der Hauptstraße des Dorfes im Haus Hubertus mit zwei Ecktürmen. Auguste Grimm, seine Schwester, hatte auf dem Plateau der Zickelburg ein Fachwerkhaus vom Gastwirt Wilhelm Clouth gekauft, das jedoch durch Brand zerstört wurde, bevor sie es beziehen konnte.

## Der Menzenberg
Heinrich Reifferscheid malte 1890 sein frühestes Ölgemälde „Frau auf Wiese“ auf dem Menzenberg. Hier, etwa 3 km südöstlich von Bad Honnef, hatte sein Großvater Karl Simrock ab 1837 das Haus Parzival auf den Fundamenten eines alten Minoritenweinguts erbaut. Heinrich Reifferscheid hielt sich hier oft und gerne auf und wurde offenbar vom Ort, den Menschen und der Umgebung in seinen ersten Werken stark inspiriert. Seine erste Bleistiftzeichnung „Mama“ von 1891, eine seiner ersten Radierungen „Menzenberger Park“ von 1898, sein erstes Aquarell „Menzenberger Park“ von 1899 und viele weitere Werke sind hier entstanden.
Sein Gemälde „Abend in Menzenberg“ gibt genau die Stimmung wieder, die schon seinen Großvater und seine Freunde oft so beeindruckt hatte. Die Grundstücke und die Weingüter am Menzenberg hatte Heinrich Reifferscheids Urgroßvater Nikolaus Simrock gekauft. Schon als Waldhornist in der kurfürstlichen Kapelle hatte die Beschaffung der Noten zu seinen Aufgaben gehört. Im Laufe der Zeit hatte er daraus den florierenden Simrock’schen Musikalienhandel aufgebaut und damit ein Vermögen verdient.
Ab etwa 1820 hatte er gekauft, was an Grundstücken nur zu haben war: den Wicheishof in Bonn, den Frohnhof in Niederbachem, zu dem fünf kleinere Weingüter gehören, vier Häuser in der Bonner Maargasse und Bonngasse, mehr als 20 große Ländereien in Poppelsdorf, Kessenich und andern (damals noch selbständigen) Bonner Stadtteilen. Aus der Simrockschen Verkaufsliste, die 1838 abgeschlossen wird, gehen 86 Grundstücke hervor die in den Jahren 1827 bis 1830 erworben wurden, fast sämtlich in den Fluren 27, 28 und 29, also der Gegend um Hagerhof, Zickelburg und Menzenberg. Dazu gehörten auch zwei Weingüter im Menzenberg, das „Reuschische“ und das „Neunkirch’sche“, so nach den Pächtern benannt.
Seine Erben verkauften den größten Teil des riesigen Grundbesitzes. Heinrich Reifferscheids Großvater Karl Simrock hatte die Aufgabe übernommen, den Besitz am Menzenberg zu versteigern. In der Auktion 1832 in der „Behausung des Gastwirthes Michael Velt zu Königswinter“ blieben alle Gebote „unter Thaxe, so erklärten die Requirenten, daß sie hierfür den Zuschlag nicht ertheilen könnten und die Sitzung hiermit aufhöben“. Nach der vergeblichen Auktion entschieden sich die Erben zwei Jahre später für eine Aufteilung des Erbes in Lose durch den Königlich Preußischen Notar Carl Eilender.
Karl Simrock zog das fünfte Los, das Haus Nr. 39 in der Maargasse in Bonn, plus eine Fülle einzelner Ländereien in den damals noch selbständigen Gemeinden rund um Bonn. Die Lose der beiden Weingüter werden von der mit ihrem Ehemann Marcus Magnier in Paris lebenden Frau Elise geb. Simrock und der mit ihrem Ehemann Joseph Anton Martin in Dünkirchen lebenden Frau Elisabeth geb. Simrock gezogen. Die neuen Besitzer hatten damit wenig Glück, da die Pächter hoch verschuldet waren, keine Erträge erzielten und keine Pacht zahlten. Nach weiteren vergeblichen Verkaufsversuchen erwarb Karl Simrock 1834 die Reste des Neunkirch’schen Weinguts am Menzenberg für 2.367 Taler preußischen Courants. Er verkaufte später sechs Siebentel der Fläche und steckte den Erlös dafür in das „Haus Parzival“, das er 1840 mit seiner Familie bezog.
Karl Simrocks Forschungen der deutschen Sagenwelt um Dietrich von Bern oder Wieland den Schmied, seine Übersetzung des Nibelungenlieds und seine „deutschen Volksbücher“ haben Heinrich Reifferscheid zusätzliche Inspirationen zu den malerischen Landschaften und Persönlichkeiten rund um den Menzenberg geliefert.

## Werke in Ausstellungen und öffentlichen Sammlungen
2000/2001 stellte Dr. Heinrich Reifferscheid, der Sohn des Künstlers, dem Brückenhofmuseum in Königswinter-Oberdollendorf Ölbilder, Pastelle, Aquarelle, Radierungen und Bleistiftzeichnungen für eine Sonderausstellung mit dem Titel „Professor Heinrich Reifferscheid - der Maler der Stille“ zur Verfügung. Zwei Nachdruckaktionen von Radierungen mit Originalplatten Heinrich Reifferscheids fanden großen Anklang. Im Jahr 2007/08 wurde eine Ausstellung mit dem Titel „Heinrich Reifferscheid 1872–1945 – Radierungen 1899–1909“ im Ernst-Moritz-Arndt-Haus in Bonn gezeigt. Sein Nachlass wird von seinen Nachkommen betreut. Von Heinrich Reifferscheid sind etwa 2000 Werke bekannt, darunter rund 660 Radierungen. Sie finden sich unter anderem im Rijksmuseum Amsterdam, in der Kunsthalle Bielefeld, im Rheinischen Landesmuseum Bonn, dem Kunstmuseum Bonn, der Ungarischen Nationalgalerie Budapest, den Staatlichen Kunstsammlungen Dresden, im Stadtmuseum Düsseldorf, dem Museum Kunstpalast Düsseldorf, im Museum Folkwang in Essen, im Karl Ernst Osthaus-Museum Hagen, in der Hamburger Kunsthalle, im Storm Museum Husum, der Staatlichen Kunsthalle Karlsruhe, im Brückenhofmuseum Königswinter, im Siebengebirgsmuseum Königswinter, im Krefelder Kunstmuseum, im Deutschen Literaturarchiv Marbach, der Staatlichen Graphischen Sammlung München, dem Droste-Museum Münster, dem Stadtmuseum Oldenburg, der Staatsgalerie Stuttgart, im Hölderlinturm Tübingen, in den Kunstsammlungen Weimar und im Museum im Kulturspeicher Würzburg.

## Bad Honnefer Notgeld

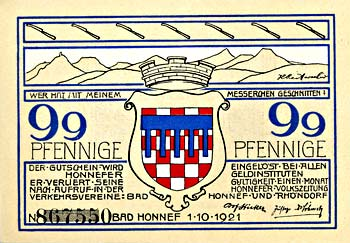
99-Pfennig-Schein mit der Frage: „Wer hat mit meinem Messerchen geschnitten?“

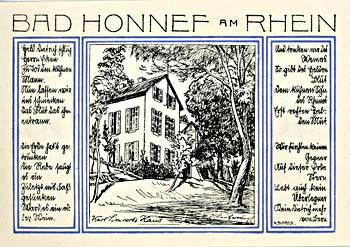
Karl Simrocks Haus auf einem Notgeldschein

Nach dem Ersten Weltkrieg (1914–1918) und vor der Hyperinflation 1923 war in Deutschland das Kleingeld knapp, da die Silbermünzen gehortet wurden, deren Silberwert höher war als der Nominalwert. Städte und Gemeinden deckten den steigenden Bedarf an Wechselgeld mit eigenen Ausgaben von Notgeld. 1921 gestalteten Heinrich Reifferscheid und Wilhelm Redeligx Notgeldscheine für Bad Honnef. Sie verwendeten dabei die sieben Fragen der sieben Zwerge aus dem Schneewittchenmärchen – vermutlich nicht nur, weil die Lage der Ortschaft am Siebengebirge diese Entscheidung nahelegte, sondern auch, weil ein Patenonkel Reifferscheids Wilhelm Grimms Sohn Herman Grimm war. Wilhelm Grimm war mit Karl Simrock eng befreundet.
Heinrich Reifferscheid erstellte fünf Entwürfe:
50 Pfg. Vorderseite: Wer hat auf meinem Stühlchen gesessen? Bild: Honschaft Mühlheim
50 Pfg. Vorderseite: Wer hat von meinem Tellerchen gegessen? Bild:Honschaft Beuel u. Selhof
50 Pfg. Vorderseite: Wer hat von meinem Brötchen gebrochen? Bild: Honschaft Rommersdorf
99 Pfg. Vorderseite: Wer hat aus meinem Becherchen getrunken? Bild: Löwenburg zur Ritterzeit
99 Pfg. Vorderseite: Wer hat mit meinem Messerchen geschnitten? Bild: Karl Simrocks Haus

## Ein wertvoller Familienbesitz: Ries’ Hammerklavier
In einem Artikel anlässlich des hundertsten Todestages Ludwig van Beethovens berichtete Reifferscheid über die Schicksale eines Hammerklaviers, das Nikolaus Simrock von Ferdinand Ries geerbt hatte und auf dem zahlreiche berühmte Gäste der Familie Reifferscheid-Simrock spielten. Das Instrument steht mittlerweile als Dauerleihgabe im Bonner Stadtmuseum.
Das Hammerklavier war ein besonderer Schatz, der in der Familie Reifferscheid gehütet und bewahrt wurde. Es hatte dem Komponisten, Pianisten und Orchesterleiter Ferdinand Ries (1784–1838) gehört, dem einzigen Schüler Ludwig van Beethovens. Er hatte in der Nachbarschaft von Nikolaus Simmrock in der Bonngasse in Bonn gewohnt und diesem das Hammerklavier vermacht. In dieser Gegend wohnten zahlreiche weitere Musiker der Kurfürstlichen Hofkapelle, darunter auch die Familie van Beethoven. Bevor die Kurfürstliche Hofkapelle aufgelöst wurde, war Nikolaus Simmrock dort als Hornist angestellt und hatte unter anderem auch Ludwig van Beethoven in diesem Instrument unterwiesen.
Karl Simrock, Heinrich Reifferscheids Großvater, hatte das Hammerklavier vom Vater geerbt und ihm einen besonderen Platz in seinem Musikzimmer gegeben. Wenn berühmte Musiker wie Johannes Brahms (1833–1897), Joseph Joachim (1831–1907), Robert Schumann (1810–1856) oder der Gesangspädagoge Julius Stockhausen (1826–1906) zu Gast waren, dann wurde oftmals gemeinsam musiziert. Joachim spielte auf der Geige und wurde am Hammerklavier begleitet.
Auch Gustel und Herrmann Grimm, Kinder von Wilhelm Grimm (1786–1859) liebten es, am Hammerklavier zu spielen, wenn sie zu Gast bei den Reifferscheids im Haus Parzival am Menzeberg waren. Heinrich Reifferscheid erinnerte sich in einem Aufsatz anlässlich Beethovens 100. Geburtstag: „Manche Sonate Haydns und Mozarts erklang von ihrem Spiel, und manches Menuett ließ die Jugend des Hauses in sommerlichen Tage im Tanze sich drehen.“
Die Tochter Kate Kroeker seines engen Freundes Ferdinand Freiligrath (1810–1876), die in London lebte, kam zu den im Hause Reifferscheid veranstalteten Beethoven-Festen ebenso, wie Alexander Wheelock Thayer (1817–1897), der berühmte Beethoven-Forscher und -Biograph. Sie und viele weitere berühmte Gäste erfreuten sich dann am Klang des alten Hammerklaviers, auf dem wahrscheinlich schon der Meister selbst gespielt haben mag.

## Der „Hermann“
Heinrich Reifferscheid hatte den „Hermann“ von seinem Großvater Karl Simrock geerbt. Der „Hermann“ war ein wundersamer Schreibschrank, den die Witwe des Kölner Kunstsammlers Sulpiz Boisseree in alter Freundschaft Simrock geschenkt hatte. Den Namen „Hermann“ soll er durch seine Herkunft aus dem Hause von Hermann von Fallersleben erhalten haben. Sulpiz Boisseree hat an diesem Schreibtisch gearbeitet und seine Briefe an den Kunstfreund Goethe geschrieben. Karl Simrock hat an diesem Schreibschrank gearbeitet und Heinrich Reifferscheid hat daran vielleicht einige seiner Zeichnungen und Radierungen erstellt.
Das Möbelstück bietet aber noch weitaus mehr als eine Arbeitsunterlage. Ein gedrechseltes Säulchen ist drehbar und offenbart ein Geheimfach. Ein Regal lässt sich beiseite klappen, der rechte Fuß lässt sich öffnen und hinter ähnlichen Mechanismen verbergen sich Dutzende weiterer Geheimfächer. „Hermann“, der geheimnisvolle und geschichtsträchtige Schreibschrank, ist heute im Bonner Stadtmuseum zu bewundern, nachdem es seinerzeit die Honnefer Beamten nicht geschafft hatten, ein Schenkungsangebot Reifferscheids zu beantworten.